# Музейный комплекс города Казани
Музейный комплекс города Казани (тат. Казан шәһәренең музей комплексы) — краеведческий музей в Казани.
Музей был открыт 16 сентября 1992 года в здании Национального культурного центра «Казань» (бывшем здании Казанского филиала Центрального музея В.И. Ленина), и находился в нём до мая 2019 года. В бывшем здании НКЦ «Казань» теперь размещены фонды Национальной библиотеки Республики Татарстан. Фонды и сотрудники Музея национальной культуры размещены в филиалах музейного комплекса.
В перспективе, музейные коллекции планируется разместить в здании объекта культурного наследия федерального значения «Здание городского магистрата, 1780 г. XIX в., арх. Шмидт А.К.», расположенного на улице Баумана, 3. В настоящее время прорабатывается проект реконструкции этого здания и создание на его базе нового музея истории города.
В структуре Музейного комплекса города Казани состоят:
- Музей Амира Мазитова
- Музей Баки Урманче
- Галерея-студия Ильдара Зарипова
- Дом-музей Василия Аксёнова
- Картинная галерея Константина Васильева
- Мемориал «Книга памяти»